# Encyocrypta meleagris
Encyocrypta meleagris är en spindelart som beskrevs av Simon 1889. Encyocrypta meleagris ingår i släktet Encyocrypta och familjen Barychelidae.
Artens utbredningsområde är Nya Kaledonien. Inga underarter finns listade i Catalogue of Life.